# Anselmo López
Anselmo López (Velayos, 5 maggio 1910 – Madrid, 14 dicembre 2004) è stato un cestista, allenatore di pallacanestro e dirigente sportivo spagnolo, membro del FIBA Hall of Fame dal 2007 in qualità di contributore.

## Carriera
Militò nell'Español di Barcellona, con cui vinse il titolo di campione di Catalogna nel 1932. Allenerà poi la squadra nel 1940-1941. Tra il 1947 ed il 1950 ha allenato la nazionale spagnola; in precedenza aveva guidato il Real Madrid.
Ha presieduto la Federazione cestistica della Spagna (FEB) dal 1966 al 1971 ed è stato Segretario Generale del Comitato Olimpico spagnolo dal 1971 al 1986. È stato a capo della delegazione spagnola in occasione di quattro edizioni dei Giochi olimpici (dal 1968 al 1980).
Anselmo López è considerato il "Padre del minibasket", avendolo lanciato in Spagna all'inizio degli anni sessanta.